# 웨인 윌콕스
웨인 윌콕스(Wayne Wilcox, 1978년 12월 10일 ~ )는 미국의 배우, 가수이다.
테네시주에서 태어났다.

## 출연 작품

### 영화
- 렌트 (2005)
- 인터뷰 (2007)
- 마이 쎄시 걸 (2008)
- Under (2011) - 톰 역 (단편)

### 텔레비전
- 길모어 걸스 (2003-05)